# Osmanisches Beinzeug
Ein Osmanisches Beinzeug, türkisch Budluk, ist eine frühneuzeitliche Schutzwaffe aus dem Osmanischen Reich.

## Beschreibung
Ein Osmanisches Beinzeug besteht in der Regel aus Stahl. Es ist eine Mischung von Plattenrüstung und Kettenrüstung. Die Stahlplatten gibt es an dieser Rüstung in verschiedenen Größen, die kleineren sind ein übereinanderlappender Lamellenpanzer, in vertikalen Reihen angebracht. Die einzelnen Platten sind untereinander mit Kettengewebe verbunden. Der Knieschutz besteht aus einer runden Platte, die schüsselförmig getrieben ist. Bei Versionen mit größeren, rechteckigen Platten sind diese je nach Position auf der Rüstung mit Kettengewebe oder Scharnieren verbunden. Sie schützen die Beine des Trägers von den Oberschenkeln bis unterhalb des Kniegelenks. Es gibt verschiedene Versionen.